# (12354) Hemmerechts
12354 Hemmerechts (1993 QD3) is een planetoïde in de planetoïdengordel, ontdekt op 18 augustus 1993 door Eric Walter Elst tijdens zijn verblijf in Caussols.  Met zijn naamgeving eert hij de Vlaamse schrijfster Kristien Hemmerechts.